# تگوشنیتسا
تگوشنیتسا (به صربی: Tegošnica) یک منطقهٔ مسکونی در صربستان است که در ولاسوتینتسه واقع شده‌است. تگوشنیتسا ۳ نفر جمعیت دارد.